# 纳拉辛哈·拉奥
帕穆拉帕提·文卡塔·纳拉辛哈·拉奥（泰盧固語：పాములపర్తి వెంకట నరసింహారావు，英语：Pamulaparthi Venkata Narasimha Rao，1921年6月28日—2004年12月23日），印度政治家，曾於1991年至1996年出任印度总理。拉奧在任內推行市場經濟，使印度逐漸走向現代化。

## 生平
拉奥属婆罗门种姓。曾就读于海得拉巴奥斯马尼亚大学、孟买大学及那加浦尔大学，获理学士和法学士学位。
1956年起历任安得拉邦国大党副主席、邦议会议员、邦政府首席部长等职。1974年任国大党总书记。
1977年任人民院预算委员会主席。1980年后，历任外交部长、内政部长、国防部长、人力资源开发部长等职。1988－1989年再任外交部长。
1991年6月大選，拉吉夫·甘地暗殺身亡後，他接替成為國大黨領袖及總理候選人，大選獲勝後出任总理。其後接任國大黨主席。1993年3月28日再次蝉联国大党主席。
1994年，成立聖雄甘地和平獎，獎金為英迪拉·甘地和平獎的四倍。
1996年5月10日，因大选失利，不再担任政府总理。
在總理任內，拉奧任命曼莫漢·辛格擔任財政部長，使印度推行市場經濟政策，放棄過去社會主義的經濟政策。
拉奥通晓13种语言。泰盧固语是他的母语，他还能讲流利的乌尔都语、马拉地语、卡纳达语、印地语、泰米尔语、梵文和奥里亚语 。除了这八种印度语言，他会讲英语、法语、阿拉伯语、西班牙语、德语、希腊语、拉丁语和波斯语。拉奥擅长写作，曾用印地文、马拉提文写过许多小说，并把许多书译成泰卢固文和印地文。
2004年，拉奧去世，遺體移靈至海德拉巴的侯賽因·薩加爾湖畔火化。